# Sideridis ruisa
Trichoclea ruisa là một loài bướm đêm trong họ Noctuidae.